# (8626) 1981 EC18
(8626) 1981 EC18 (1981 EC18, 1992 EL26, 1994 PH37) — астероїд головного поясу, відкритий 2 березня 1981 року.
Тіссеранів параметр щодо Юпітера — 3.186.